# 專賣特許之日
專賣特許之日（日语：専売特許の日）是日本的一個節日，為了紀念專利制度的施行而實施，訂為每年的8月14日。
1885年8月14日，日本政府正式發出專利第一號，內容是堀田瑞松的專利「防鏽塗料與塗法」。
在日本，與專利或發明相關的節日還包括每年4月18日的發明之日。特許廳等機關只紀念慶祝發明之日，而專賣特許之日並未納入其中。